# Carl-Heinz Rühl
Carl-Heinz Rühl (Berlin, 1939. november 14. – Köln, 2019. december 30.) német labdarúgó, csatár, edző, sportvezető.

## Pályafutása
1963 és 1975 között a Hertha, 1965 és 1967 között az MSV Duisburg, 1967 és 1970 között az 1. FC Köln labdarúgója volt. A kölni csapattal egyszeres nyugatnémetkupa-győztes volt.
1973 és 1977 között a Karlsruher SC csapatánál kezdte edzői pályafutását. 1977-ben a görög Árisz vezetőedzője volt.  1977–78-ban az MSV Duisburg, 1978–79-ben a Borussia Dortmund, 1979 és 1981 között az 1860 München, 1981 és 1983 között a VfL Osnabrück szakmai munkáját irányította.
1985 és 1994 között a Karlsruher SC, 1995 és 1997 között a Hertha, 1997–98-ban az 1. FC Köln klubigazgatójaként tevékenykedett.

## Sikerei, díjai
1. FC Köln
- Nyugatnémet kupa (DFB-Pokal)
  - győztes: 1968
- Kupagyőztesek Európa-kupája
  - gólkirály: 1968–69